# Державна влада
Державна влада — це публічно-політичні відносини панування і підкорення між суб'єктами, що спираються на державний примус.
Державна влада є різновидом соціальної влади і завжди є політичною за суттю.
Державна влада в інституціональному розумінні — це система структур, органів, установ, які реалізують функції держави.
Державна влада в процесуальному розумінні — це цілеспрямована управлінська діяльність усіх органів держави, направлена на упорядкування, організацію життя, забезпечення стабільності і розвитку суспільства на підставі конституції та законів.
Державна влада здійснює управління суспільством від імені народу на всій території держави за допомогою державного апарату, видання та доведення до реалізації загальнообов'язкових правових норм та представляє державу у зовнішніх відносинах.

## Підходи до розуміння державної влади
Основоположники марксизму характеризували державну (політичну) владу як «організоване насильство одного класу для придушення іншого».
А. Борко вважає, що державна влада — це «певні вольові відносини, що виникають між людьми, їхніми соціальними групами, суспільством у цілому і державою». О. Хоменко визначає державну владу як систему «юридичних державно-владних повноважень державних органів і посадових осіб, розподілених по вертикалі й горизонталі, спрямованих на реалізацію завдань і функцій держави». Ю. О. Фрицький зазначає, що державна влада в Україні «полягає в організації та функціонуванні всіх гілок влади, спрямованих на реалізацію завдань, функцій і повноважень згідно з загальнодержавними програмами, для досягнення мети Української держави — забезпечення прав і свобод людини та гідних умов її життя». Ю. С. Шемшученко в Юридичній енциклопедії пропонує розуміти державну владу як різновид публічної влади, яка реалізується державою та її органами, здатність держави підпорядковувати поведінку й діяльність людей та об'єднань, що перебувають на її території, своїй волі, тобто — це влада «організації домінуючої частини населення, яка (організація), забезпечуючи цілісність і безпеку суспільства, здійснює керівництво ним в інтересах цієї його частини та організовує задоволення загальносоціальних потреб».
С. С. Алексєєв зазначає, що державна влада — це концентроване вираження волі й сили держави, яке реалізується державними органами та установами й забезпечує стабільність і порядок у суспільстві, захищає громадян від внутрішніх і зовнішніх посягань у спосіб застосування певних методів (зокрема державного примусу та військової сили).
В. Авер'янов зазначає, що державна влада є здатністю «держави приймати обов'язкові рішення та домагатися їх виконання».